# Diplocentrum
Diplocentrum é um género botânico pertencente à família das orquídeas (Orchidaceae).